# Andrée Marty-Capgras

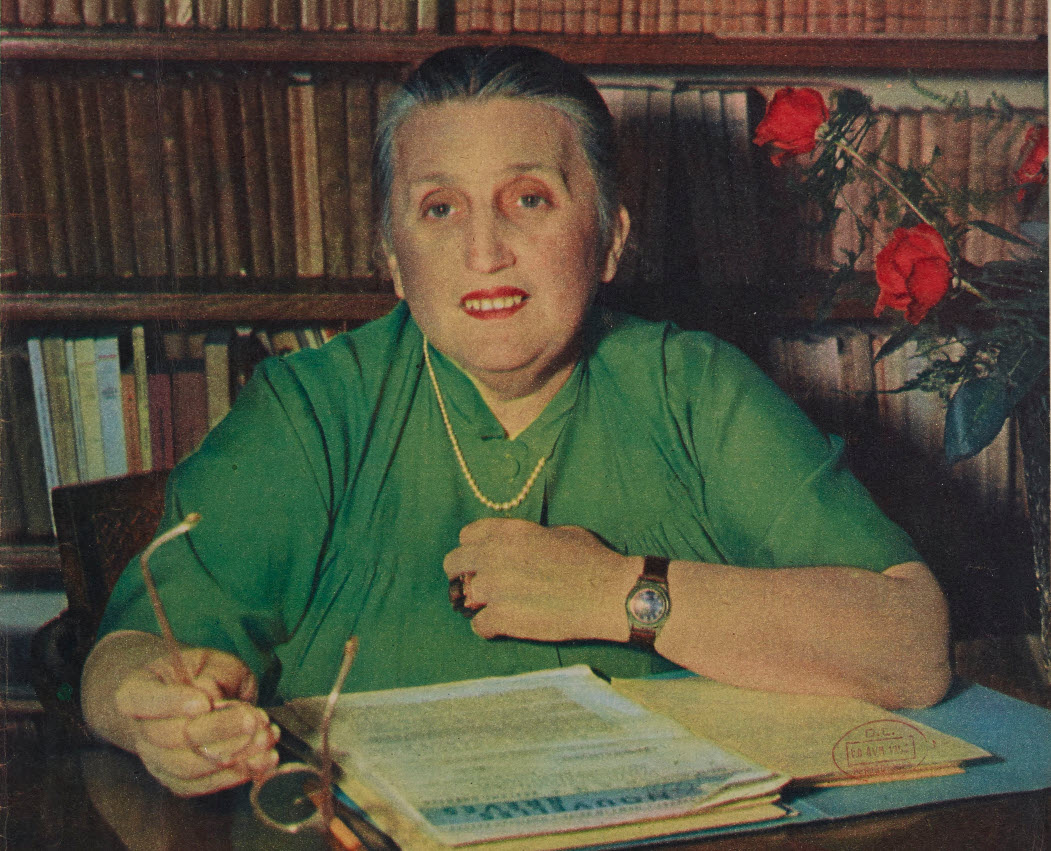
Andrée Marty-Capgras (1952)

Andrée Marty-Capgras (* 15. Juni 1898 in Laguépie, Département Tarn-et-Garonne; † 19. Juni 1963 in Paris) war eine französische Journalistin.

## Leben und Wirken
Marty-Capgras war die Tochter des Abgeordneten Antoine Capgras (1873–1964). Durch ihren Vater machte sie während des Ersten Weltkriegs die Bekanntschaft von Fernand Marty, den sie dann 1919 in Paris heiratete.
Politisch geprägt durch ihr Elternhaus schloss sie sich der Section française de l’Internationale ouvrière (SFIO) an und arbeitete längere Zeit in der Parteizentrale. Nach Kriegsende übernahm sie parallel dazu das Sekretariat der Commission des prisonniers de guerre.
Im Zweiten Weltkrieg schloss sich Marty-Capgras während der deutschen Besetzung der Résistance an. Nach der Befreiung bekam sie eine Anstellung bei der Tageszeitung Franc-Tireur, wo sie bis 1948 als Journalistin arbeitete.
Marty-Capgras war maßgeblich an der Gründung der Parti socialiste unitaire (PSU) beteiligt und setzte sich auch für die Friedensbewegung ein. Ab 1953 leitete sie parallel dazu als Vizepräsidentin die Union des femmes françaises; dabei war ihr das Recht auf Abtreibung ein großes Anliegen.
Zusammen mit Hélène Parmelin und Jacques-Laurent Bost u. a. Kollegen lehnte Marty-Capgras die französische Doktrin ab und demonstrierte gegen den Algerienkrieg. Im September 1960 gehörte sie daher auch zu den Unterzeichnern des Manifests der 121.
Vier Tage nach ihrem 65. Geburtstag starb Andrée Marty-Capgras in Paris und fand dort auch ihre letzte Ruhestätte.